# كم جاي غيو
كم جاي غيو (بالكورية: 김재규)‏ (و. 1926 – 1980 م) هو جاسوس من كوريا الجنوبية.
توفي في سول، عن عمر يناهز 54 عاماً.